# Briey
Briey je francouzská obec v departementu Meurthe-et-Moselle v regionu Grand Est. V roce 2010 zde žilo 5 579 obyvatel. Je centrem arrondissementu Briey.

## Vývoj počtu obyvatel
Počet obyvatel